# كرايغ مولوي
كرايغ مولوي (بالإنجليزية: Craig Molloy)‏ (26 أبريل 1986 بغرينوك في المملكة المتحدة - ) هو لاعب كرة قدم بريطاني في مركز الوسط. لعب مع نادي بريتشين سيتي ونادي سانت ميرين ونادي ستنهاوسموير ونادي ستيرلينغ ألبيون.

## وصلات خارجية
- كرايغ مولوي على موقع قاعدة بيانات كرة القدم.إي يو (الإنجليزية)
- كرايغ مولوي على موقع Soccerbase.com (لاعب) (الإنجليزية)